# Rustam Emomali
Rustam Emomali (Tajique: Рустам Эмомалӣ; Danghara, 19 de dezembro de 1987) é o atual presidente da Assembleia Nacional do Tajiquistão, Prefeito de Duxambé e filho mais velho do presidente do Tajiquistão Emomali Rahmon. Ele detém o posto de major-general e está entre os dez indivíduos mais influentes do Tajiquistão. Acredita-se que Rustam Emomali esteja preparado por seu pai para sucedê-lo como líder do Tajiquistão.

## Início da vida e carreira no futebol
Rustam Emomali nasceu como Rustam Emomalievich Rahmonov (Tajique: Рустам Эмомалиевич Раҳмонов) na vila de Danghara, Kulob oblast (atual província de Khatlon) no Tajiquistão, aos pais Emomali Rahmon e Azizmo Asadullayeva. Graduou-se na Universidade Nacional tajique com um diploma especializado em Relações Econômicas Internacionais e fez cursos com a Academia Diplomática do Ministério das Relações Exteriores da Rússia. Em 2007,seguindo o terno de seu pai, ele deixou cair o nome patronímico e sobrenome ao estilo russo, adotando o primeiro nome de seu pai, Emomali, como seu novo sobrenome.
Em 2007. Rustam Emomali co-fundou o clube de futebol Istiklol, com sede em Duxambé, e, durante os anos seguintes, atuou como capitão do clube e jogou por ele como atacante. O clube ganhou cinco campeonatos nacionais consecutivos desde 2011, devido, pelo menos parcialmente, a arbitragem muito favorável e outras preferências. Em 2011, Rustam Emomali foi nomeado vice-presidente da Federação de Futebol do Tajiquistão (TFT) e ingressou no Comitê de Relações Internacionais do Conselho Olímpico da Ásia. Em janeiro de 2012, o TFT nomeou Rustam Emomali como seu novo presidente. Após a nomeação, ele parou de jogar pelo FC Istiklol e prometeu cortar todos os laços com o clube. A partir de 2012, atuou como membro do Comitê de Desenvolvimento da FIFA por dois anos. Em 2016, o TFT reelegeu Rustam Emomali como seu presidente por mais quatro anos.
Ele também é conhecido por seus dois hobbies caros, corridas de carros e colecionar carros esportivos.

## Promoções políticas
Depois de se formar na universidade, Rustam Emomali teve um rápido crescimento na carreira graças ao seu status como filho do presidente do país. Em 2006, foi nomeado um dos principais especialistas da Organização para cooperação do Tajiquistão com a Organização Mundial do Comércio. Em 2009, conseguiu um emprego como especialista líder no Comitê Estadual de Investimentos e Propriedade Do Estado (SCISP) e logo foi promovido ao cargo de chefe de um departamento no comitê. Durante seu trabalho na SCISP, ele também atuou como conselheiro do comitê. Também em 2009, Rustam Emomali foi nomeado vice-chefe da União da Juventude, o sucessor tajique da organização Komsomol da era soviética. A partir de 2009, Rustam Emomali começou a participar de grandes cúpulas internacionais e reuniões com dignitários estrangeiros no Tajiquistão. Em 2010, tornou-se membro do comitê executivo central do Partido Democrático Popular do Tajiquistão e foi eleito membro do parlamento municipal de Duxambé.
Em fevereiro de 2011, Emomali Rahmon nomeou Rustam Emomali chefe do departamento anti-contrabando no Serviço aduaneiro, o primeiro em uma série de cargos de aplicação da lei sênior que o filho do presidente tajique ocupou. Logo após a nomeação, ele recebeu o posto de major. Em novembro de 2013, Rustam Emomali foi nomeado chefe do Serviço aduaneiro. A nomeação veio com um novo posto militar, major-general. Em março de 2015, o presidente Emomali Rahmon nomeou seu filho para chefiar a principal agência anticorrupção do Tajiquistão, a Agência Estatal de Controle Financeiro e Medidas Contra a Corrupção. Em janeiro de 2017, Rustam Emomali foi nomeado prefeito de Duxambé, uma posição-chave, que é vista por alguns analistas como o próximo passo para o topo do governo.

## Especulações de sucessão política
O rápido crescimento da carreira de Rustam Emomali e suas nomeações para vários cargos de alto escalão do governo alimentaram especulações de que ele estava sendo preparado para suceder seu pai como líder do Tajiquistão. Rustam Emomali participa de todas as principais cúpulas internacionais do país e acompanha seu pai durante suas frequentes turnês pelo país. Em 22 de maio de 2016, um referendo nacional aprovou uma série de mudanças na constituição do país. Uma das principais alterações reduziu a idade mínima de elegibilidade para candidatos presidenciais de 35 para 30 anos, efetivamente permitindo que Rustam Emomali sucedesse seu pai no cargo após 2017.

## Vida pessoal
Rustam Emomali é o filho mais velho do presidente do Tajiquistão, Emomali Rahmon. Ele tem oito irmãos, incluindo um irmão mais novo, Somon. Ele se casou em 2009 com uma filha de um empresário bem relacionado que possui uma série de empresas de processamento de alimentos. O casal tem dois filhos, um filho e uma filha. A irmã mais velha de Rustam, Ozoda Rahmon, é a chefe de gabinete presidencial e ex-senadora. Uma de suas outras irmãs, Zarina Rahmon, foi vice-chefe do Orienbank, nomeado em janeiro de 2017.